# La playa DC
La playa DC és una pel·lícula dramàtica colombiana en coproducció amb el Brasil i França dirigida i escrita per Juan Andrés Arango i protagonitzada per Luis Carlos Guevara, James Solís i Andrés Murillo. Va competir en la secció Un Certain Regard al 65è Festival Internacional de Cinema de Canes i va ser seleccionada com la representant colombiana als Premis Oscar de 2013, encara que finalment no va ser nominada.

## Sinopsi
Tomás és desplaçat de Buenaventura a la ciutat de Bogotà per la violència. Allí ha d'emprendre la cerca de Jairo, el seu germà menor, que ha desaparegut als carrers d'aquesta gran ciutat.

## Repartiment
- Luis Carlos Guevara com Tomás.
- James Solís com Chaco.
- Andrés Murillo com Jairo.

## Reconeixements
En 2013 va ser triada com la Millor Pel·lícula en els Premis Macondo, lliurats per l'Academia Colombiana de Artes y Ciencias Cinematográficas. També va rebre el premi Radio Exterior de España de la XIX Mostra de Cinema Llatinoamericà de Catalunya